# Die Brücke von Zupanja
Die Brücke von Zupanja ist ein deutscher Kriegsfilm aus dem Jahre 1975 von Harald Philipp mit Sascha Hehn und Christian Kohlund in den Hauptrollen.

## Handlung
Jugoslawien 1944, in der Spätphase des Zweiten Weltkriegs. Die deutsche Wehrmacht befindet sich im Rückzug. Ein wild zusammengewürfelter Haufen von acht deutschen Soldaten: der Oberfeldwebel Schuster, Leutnant Schnell, die Unteroffiziere Haake und Lindner sowie ein Major – allesamt sehr unterschiedliche Typen – werden in Richtung Županja, einem Ort im Osten Kroatiens, beordert. Mit zwei Lastwagen machen sie sich auf den Weg, an Bord reichlich Benzin und eine beträchtliche Menge an Dynamit. Denn die Männer haben den Auftrag, in eben jener kleinen Provinzstadt die titelgebende Brücke über die Save zu sprengen, um den Rückzug der eigenen Leute zu sichern und zugleich den Vormarsch der jugoslawischen Tito-Partisanen zu unterbinden. Doch der Feind ist bereits informiert und will die Deutschen in einen Hinterhalt locken, denn auch die Jugoslawen wollen unbedingt in den Besitz des Sprengstoffs gelangen. Schließlich wird der deutsche Trupp auf Höllenfahrtskommando von den Partisanen umstellt, ein Duell auf Leben und Tod scheint unvermeidlich.

## Produktionsnotizen
Die Brücke von Zupanja lief am 31. Oktober 1975 in deutschen Kinos an.
Kurt Kodal hatte die Produktionsleitung, die Filmbauten schufen Robert Fabiankovich und Herwig Pollak.

## Kritiken
„Prachtbände über Panzer, Waffen, Kampfflugzeuge und Truppengattungen an allen Bahnhofs-Buchständen, Filme wie ‚Operation Lady Marlene‘, ‚Champagner aus dem Knobelbecher‘, ‚Die fünfte Offensive‘ und viel Umgetiteltes aus den fünfziger Jahren im Kino: eine seltsame 08/15-Renaissance, die Landser kommen wieder. Philipp, einschlägig vorbelastet (‚Division Brandenburg‘, ‚Strafbataillon 999‘), inszeniert die Belagerung zweier Lastwagen durch Partisanen in Jugoslawien 1944 wie ein läppisches Indianerspiel, einfältig und langweilig, mit den alten Typen (verfressener Gemütsmensch, linkischer Studierter mit Nickelbrille, ehrgeizige Lametta-Charge) und den alten Sprüchen (‚Alles klar? Wir schaffens schon, Männer‘). Eine verliebte Jugoslawin redet Deutsch wie deutsche Schlagerstars im Fernsehen, und der Fette freut sich: ‚Ach Maxe – endlich wieder beim alten Haufen!‘.“

„Eine außerordentlich dumme deutsche B-Produktion, die sich in der schier endlosen Präambel als ‚Antikriegsfilm‘ ausgibt.“